# Nyasha Chikwinya
 (novembre 2015).
Nyasha Chikwinya est une femme politique zimbabwéenne.